# Chylismia scapoidea
Chylismia scapoidea är en dunörtsväxtart. Chylismia scapoidea ingår i släktet Chylismia och familjen dunörtsväxter.

## Underarter
Arten delas in i följande underarter:
- C. s. brachycarpa
- C. s. macrocarpa
- C. s. scapoidea
- C. s. utahensis